# الداهن (المحابشة)

تعديل مصدري - تعديل

الداهن هي إحدى قرى عزلة بني مجيع بمديرية المحابشة التابعة لمحافظة حجة، بلغ تعداد سكانها 615 نسمة حسب تعداد اليمن لعام 2004.